# Eupithecia virgulata
Eupithecia virgulata är en fjärilsart som beskrevs av Franz Dannehl 1933. Eupithecia virgulata ingår i släktet Eupithecia och familjen mätare. Inga underarter finns listade i Catalogue of Life.